# Juventude Brasileira
A Juventude Brasileira foi um movimento cívico brasileiro de culto ao país e seus símbolos que existiu entre 1940 e 1945. A criação de uma organização da juventude proveio da ideia de Francisco Campos, na época ministro da justiça, inspirado nas organizações da juventude de países fascistas como a Juventude Hitlerista. A ideia original era uma organização nacional de caráter paramilitar, chamada de Organização Nacional da Juventude. Francisco pretendia que todas as instituições de educação fossem subordinadas a organização, o que a traria logo no começo um grande potencial de mobilização. Porém o plano sofreu forte oposição dentro do governo, como o ministro da guerra Eurico Gaspar Dutra, que era contra o caráter paramilitar da organização, tendo acusado a inspiração externa de Campos. O projeto foi então reformulado por esforços de Gustavo Capanema, ministro da educação, e em sua versão final a organização perdeu totalmente seu caráter de milícia, tendo sido transformada em um movimento ao culto dos símbolos nacionais. Foi criada então em 2 de março a Juventude Brasileira. A organização não obteve muito sucesso e já em agosto de 1944 Capanema sugeriu que o quadro de funcionários da secretaria da Juventude Brasileira fosse extinta e seus funcionários transferidos para a Divisão de Educação Física. Em 26 de agosto de 1945, pouco antes da queda do Estado Novo, um decreto extinguiu o movimento.